# 기타칫푸베쓰역
기타칫푸베쓰역(일본어: 北秩父別駅)은 일본 홋카이도 우류 군 짓푸베쓰정에 위치한 홋카이도 여객철도 루모이 본선의 철도역이다. 단선 승강장 1면 1선의 구조를 갖춘 지상역이다.

## 이용 현황
- 1992년 기준 : 2명

## 역 주변
- 후카가와 루모이 자동차도
- 짓푸베쓰 강
- 다키노카미 자연 공원

## 역사
- 1956년 7월 1일 : 일본국유철도 루모이 본선의 짓푸베쓰 역 - 이시카리누마타 역 간에 기타칫푸베쓰 가승강장으로서 신설개업. 여객 취급만.
- 1987년 4월 1일 : 일본국유철도 분할 민영화에 의해, 홋카이도 여객철도가 승계.
- 1990년 3월 10일 : 영업거리 설정.

## 인접 역
| 홋카이도 여객철도 루모이 본선 | 홋카이도 여객철도 루모이 본선 | 홋카이도 여객철도 루모이 본선 |
| ----------------------------- | ----------------------------- | ----------------------------- |
| 짓푸베쓰 후카가와 방면        | 루모이 본선                   | 이시카리누마타 마시케 방면    |